# Adductor longus

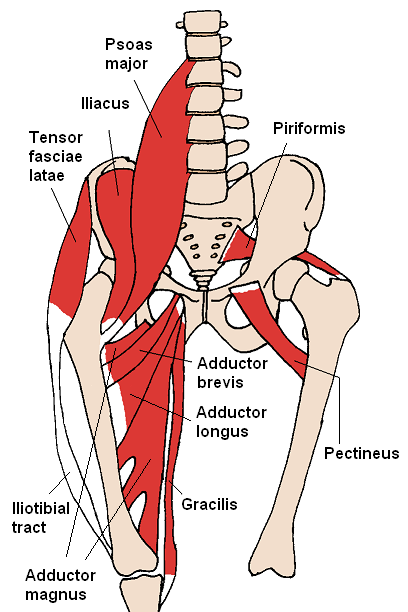

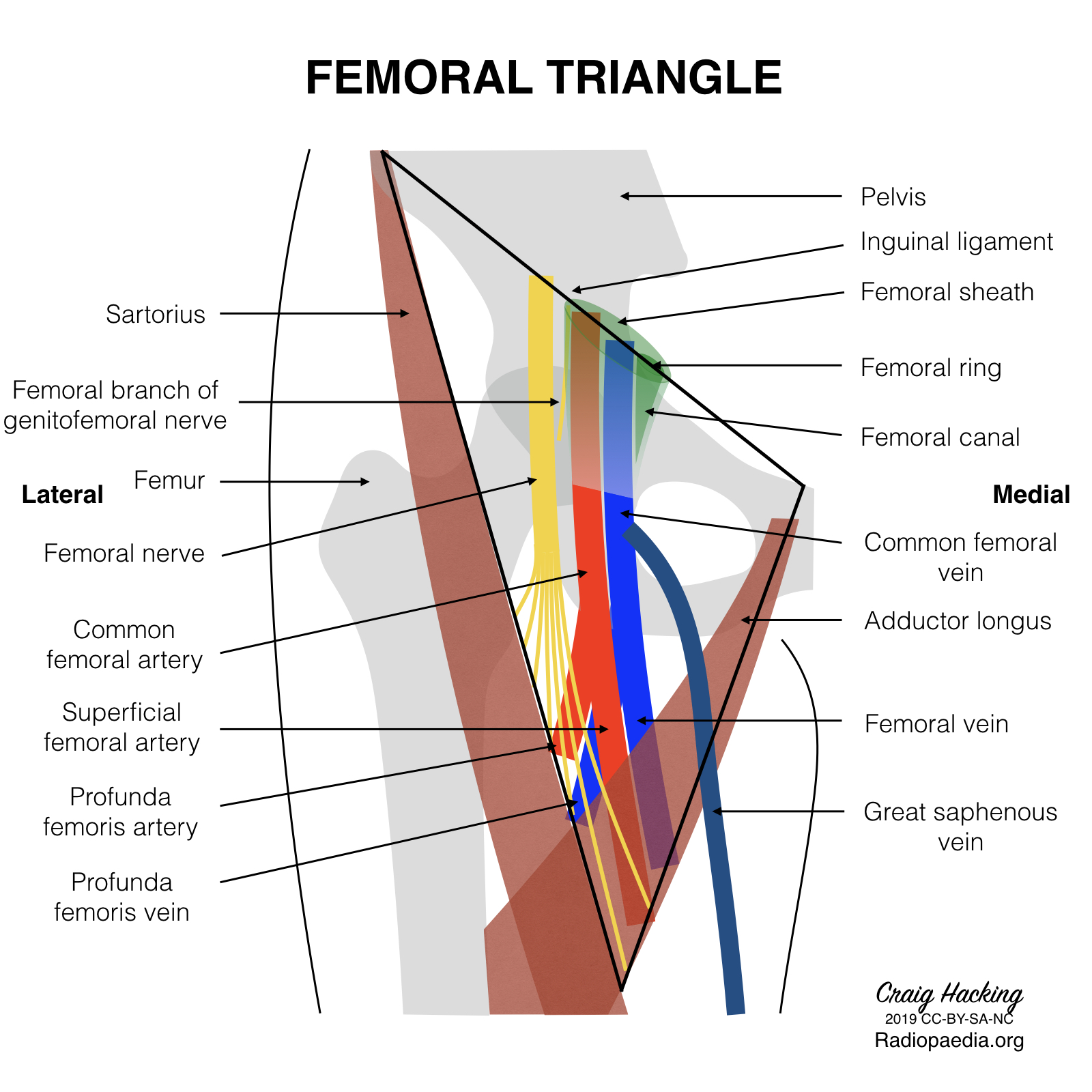
femorala triangeln

Musculus adductor longus är en stor triangelformad muskel belägen på insida lårbenet. Muskeln ingår i en grupp av flera muskler som adducerar höften. De andra musklerna är musculus adductor magnus och musculus adductor brevis. Muskeln utgör den undre och inre delen av femorala triangeln. Muskeln är lokalisrad mellan Adductor brevis och musculus adductor magnus. 

## Anatomi
- Ursprung: os pupis, något lateralt om pubissymfysen
- Fäste: linea aspera på den mellersta inre tredjedelen av lårbenet.
- Funktion: adduktion, flexion och utåtrotation av höften.
- Blodförsörjning: arteria femoralis profundus och arteria obturatorius.
- Innervation: nervus obturatorius (L2-L4).[1]

## Skador
Skador i musculus adductor longus står för mellan 60 och 90 procent av alla skador i adduktormuskulaturen.
Idrotter där skador på musculus adductor longus är vanliga:
- fotboll
- karate
- tennis
- basket
- ridning

### Skademekanism
Skador i muskeln uppstår då muskeln blir kraftigt utsträckt samtidigt som den utför excentriskt arbete. Skälet till detta är att musklerna utvecklar mest kraft i den excentriska fasen. Så länge kraftutvecklingen är viljemässig går det bra, men då situation uppstår som medför ofrivillig kraftutveckling kan skadligt stora krafter utvecklas. Den största excentriska kraften på adduktormuskulaturen uppstår då höften är utåtroterad och abducerad. Exempelvis en fotbollsspelare som skjuter ett skott med höften utåtroterad (bredsida). Om då benet som utför en adducerande rörelse möts av en kraftig motsatt kraft, exempelvis från en motspelare, kan stora krafter uppstå i senan och leda till skada. Skadorna uppstår oftast i muskel-senövergången.

#### Riskfaktorer
Den största risken är tidigare skada i muskeln. Andra risker kan vara ålder, svaga adduktorer, muskulär trötthet, nedsatt rörlighet.

### Symptom
Den som skadar sig upplever ofta en plötslig smärta i ljumsken, som kommit på vid en viss aktivitet. Smärtan blir värre vid aktivitet. Det smärtar att adducera benen mot motstånd. Ibland kan det uppstått en avulsionsfraktur (ben i senfästet lossnar) vid skadetillfället.

### Utredning
Röntgen kan vara av värde för att bedöma skadan. I de allra flesta fall är undersökningen negativ, men ibland kan en avulsionsfraktur upptäckas. Röntgen kan också bidra till att upptäcka  osteitis pubis, avulsionsfrakturer i tillväxtzoner (yngre personer) samt stressfrakturer i höft och bäcken.

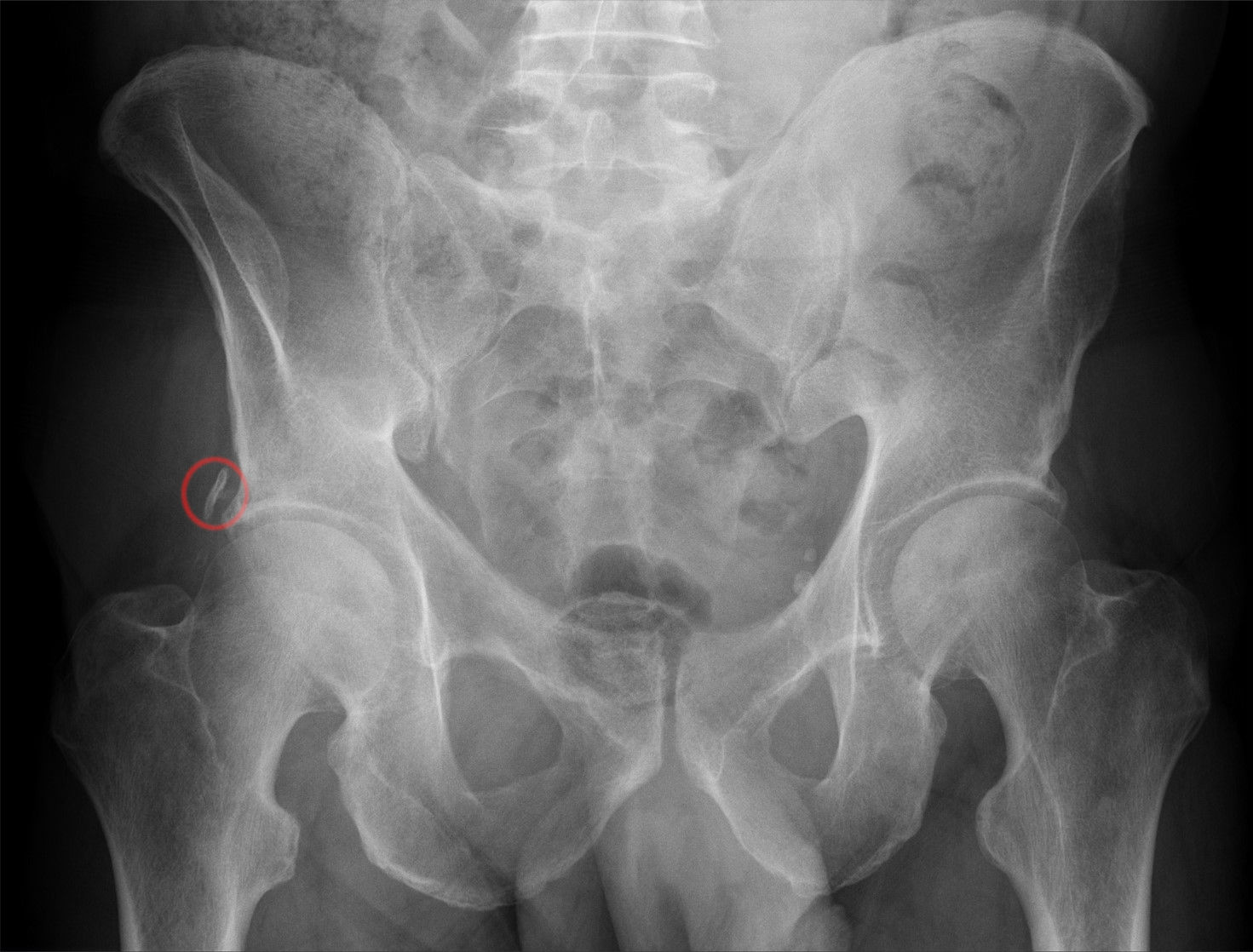
Röntgenbild som visar avulsionsfraktur i musculus rectus femoris fäste i spina iliaca anterior inferior